# Seznam asyrských králů
Seznam asyrských králů zahrnuje všechny vladaře Asýrie od nejasných počátků až do zhroucení asyrské říše v závěru 7. století př. n. l.

## Rané období
Máme jen velmi málo informací o prvních vládcích uvedených na začátku seznamu. V podstatě se jedná jen o několik zaznamenaných kontaktů s jinými zeměmi a královstvími. 
| Pořadí | Panovník  | Období vlády (př. n. l.) | Reference         |
| ------ | --------- | ------------------------ | ----------------- |
| 1      | Tudija    | (kolem 2450)             | [ 1 ] [ 2 ]       |
| 2      | Adamu     |                          | [ 1 ] [ 2 ]       |
| 3      | Jangi     |                          | [ 1 ] [ 2 ]       |
| 4      | Šuhlamu   |                          | [ 1 ] [ 2 ]       |
| 5      | Charcharu |                          | [ 1 ] [ 2 ]       |
| 6      | Mandaru   |                          | [ 1 ] [ 2 ]       |
| 7      | Imsu      |                          | [ 1 ] [ 2 ]       |
| 8      | Harsu     |                          | [ 1 ] [ 2 ]       |
| 9      | Didanu    |                          | [ 1 ] [ 2 ]       |
| 10     | Chanu     |                          | [ 1 ] [ 2 ]       |
| 11     | Zuabu     |                          | [ 1 ] [ 2 ]       |
| 12     | Nuabu     |                          | [ 1 ] [ 2 ]       |
| 13     | Abazu     |                          | [ 1 ] [ 2 ]       |
| 14     | Bélu      |                          | [ 1 ] [ 2 ]       |
| 15     | Azarach   |                          | [ 1 ] [ 2 ]       |
| 16     | Ušpija    | (kolem 2100)             | [ 1 ] [ 2 ] [ 3 ] |
| 17     | Apijašal  |                          | [ 1 ] [ 2 ]       |

| Pořadí | Panovník    | Reference   |
| ------ | ----------- | ----------- |
| 17     | Apijašal    | [ 1 ] [ 2 ] |
| 18     | Chale       | [ 1 ] [ 2 ] |
| 19     | Samanu      | [ 1 ] [ 2 ] |
| 20     | Chajanu     | [ 1 ] [ 2 ] |
| 21     | Ilu-Mer     | [ 1 ] [ 2 ] |
| 22     | Jakmesi     | [ 1 ] [ 2 ] |
| 23     | Jakmeni     | [ 1 ] [ 2 ] |
| 24     | Jazkur-ilu  | [ 1 ] [ 2 ] |
| 25     | Ila-kabkabi | [ 1 ] [ 2 ] |
| 26     | Aminu       | [ 1 ] [ 2 ] |

| Pořadí | Panovník | Období vlády (př. n. l.) | Reference         |
| ------ | -------- | ------------------------ | ----------------- |
| 27     | Silulu   | (kolem 2030)             | [ 1 ] [ 2 ]       |
| 28     | Kikkija  | (kolem 2020)             | [ 1 ] [ 2 ] [ 4 ] |
| 29     | Akija    | (kolem 2000)             | [ 1 ] [ 2 ]       |

## Staroasyrské období
Kvůli poškození tabulek se záznamy všech tří verzí Královského seznamu (jedná se o úsek mezi Erišumem I. a Enlil-násirem I.) nám nedovoluje přesněji vypočítat doby vlád králů před Núr-ilim. Seznam pak pokračuje nepřerušeným záznamem délky trvání vlády jednotlivých králů. Rozdíly mezi verzemi Seznamu (např. vláda Aššur-nádin-apli či Ninurta-apil-Ekura) jsou zdrojem debat (krátká a střední chronologie).
| Pořadí | Panovník        | Období vlády (př. n. l.) | Reference               |
| ------ | --------------- | ------------------------ | ----------------------- |
| 30     | Puzur-Aššur I.  | (kolem 1960)             | [ 1 ] [ 2 ] [ 5 ] [ 6 ] |
| 31     | Šalim-achum     | (kolem 1940)             | [ 1 ] [ 2 ] [ 7 ]       |
| 32     | Ilu-šumma       | (1913–1888)              | [ 1 ] [ 2 ] [ 7 ] [ 8 ] |
| 33     | Erišum I.       | (1888–1849)              | [ 9 ]                   |
| 34     | Ikúnum          | (1849–1848)              | [ 9 ] [ 10 ] [ 11 ]     |
| 35     | Sargon I.       | (1848–1818)              | [ 9 ] [ 12 ] [ 10 ]     |
| 36     | Puzur-Aššur II. | (1818)                   | [ 9 ] [ 10 ]            |
| 37     | Narám-Sín       | (1818–1813)              | [ 9 ] [ 10 ]            |
| 38     | Erišum II.      | (1813)                   | [ 9 ] [ 10 ]            |

| Pořadí | Panovník      | Období vlády (př. n. l.) | Reference |
| ------ | ------------- | ------------------------ | --------- |
| 39     | Šamší-Adad I. | (1813–1781)              | [ 2 ]     |
| 40     | Išme-Dagán I. | (1780–1741)              | [ 2 ]     |
| 41     | Mut-Aškur     | (kolem 1740)             | [ 13 ]    |
| 42     | Rímuš         |                          | [ 14 ]    |
| 43     | Asinum        |                          | [ 15 ]    |

- Puzur-Sín – vice regent, případně král (není uveden na seznamu), který sesadil Asinuma a umožnil nástup Aššur-dugula

| Pořadí | Panovník       | Období vlády (př. n. l.) | Reference    |
| ------ | -------------- | ------------------------ | ------------ |
| 44     | Aššur-dugul    |                          | [ 1 ] [ 16 ] |
| 45     | Aššur-apla-idi |                          | [ 1 ] [ 16 ] |
| 46     | Násir-Sín      |                          | [ 1 ] [ 16 ] |
| 47     | Sín-namir      |                          | [ 1 ] [ 16 ] |
| 48     | Ipki-Ištar     |                          | [ 1 ] [ 16 ] |
| 49     | Adad-salúlu    |                          | [ 1 ] [ 16 ] |
| 50     | Adasi          | (kolem 1705)             | [ 17 ]       |

| Pořadí | Panovník               | Období vlády (př. n. l.) | Reference     |
| ------ | ---------------------- | ------------------------ | ------------- |
| 51     | Bélu-bani              | (kolem 1700)             | [ 18 ]        |
| 52     | Libaja                 | (1690–1673)              | [ 17 ] [ 18 ] |
| 53     | Šarma-Adad I.          | (1673–1661)              | [ 1 ]         |
| 54     | Iptar-Sín              | (1661–1649)              | [ 1 ]         |
| 55     | Bazaja                 | (1649–1621)              | [ 1 ] [ 19 ]  |
| 56     | Lullaja                | (1621–1615)              | [ 1 ] [ 20 ]  |
| 57     | Kidin-Ninua            | (1615–1601)              | [ 1 ]         |
| 58     | Šarma-Adad II.         | (1601–1598)              | [ 1 ]         |
| 59     | Erišum III.            | (1598–1585)              | [ 1 ]         |
| 60     | Šamší-Adad II.         | (1585–1579)              | [ 1 ]         |
| 61     | Išme-Dagán II.         | (1579–1563)              | [ 1 ]         |
| 62     | Šamší-Adad III.        | (1563–1547)              | [ 1 ]         |
| 63     | Aššur-nárárí I.        | (1547–1521)              | [ 1 ]         |
| 64     | Puzur-Aššur III.       | (1521–1497)              | [ 1 ]         |
| 65     | Enlil-násir I.         | (1497–1483)              | [ 1 ]         |
| 66     | Núr-ili                | (1483–1475)              | [ 1 ]         |
| 67     | Aššur-šadúni           | (1472)                   | [ 1 ]         |
| 68     | Aššur-rabi I.          | (1472–1452)              | [ 1 ]         |
| 69     | Aššur-nádin-achché I.  | (1452–1432)              | [ 1 ] [ 21 ]  |
| 70     | Enlil-násir II.        | (1432–1427)              | [ 1 ]         |
| 71     | Aššur-nárárí II.       | (1426–1420)              | [ 1 ] [ 22 ]  |
| 72     | Aššur-bél-nišéšu       | (1419–1411)              | [ 1 ]         |
| 73     | Aššur-rém-nišéšu       | (1410–1403)              | [ 1 ]         |
| 74     | Aššur-nádin-achché II. | (1402–1393)              | [ 1 ]         |

## Středoasyrské období
Údaje před Ninurta-apil-Ekurem jsou zdrojem debat, protože délky vlád některých králů se v jednotlivých verzích seznamu liší. Níže uvedená data jsou založena na seznamech B a C, podle kterých vládli Aššur-nádin-apli a Ninurta-apil-Ekur 3 roky (podle seznam A to bylo 4 respektive 13 let).
Období mezi roky 1179–912 př. n. l. není zdrojem žádných neshod, a po roku 912 př. n. l. jsou údaje považovány za poměrně přesné.
| Pořadí | Panovník              | Období vlády (př. n. l.) | Reference                  |
| ------ | --------------------- | ------------------------ | -------------------------- |
| 75     | Eríba-Adad I.         | (1392–1366)              | [ 1 ] [ 23 ] [ 24 ] [ 25 ] |
| 76     | Aššur-uballit I.      | (1365–1330)              | [ 1 ] [ 23 ] [ 24 ] [ 25 ] |
| 77     | Enlil-nárárí          | (1329–1320)              | [ 1 ] [ 23 ] [ 24 ] [ 25 ] |
| 78     | Arik-dín-ili          | (1319–1308)              | [ 1 ] [ 23 ] [ 24 ] [ 25 ] |
| 79     | Adad-nirárí I.        | (1307–1275)              | [ 1 ] [ 23 ] [ 24 ] [ 25 ] |
| 80     | Salmanassar I.        | (1274–1245)              | [ 1 ] [ 23 ] [ 24 ] [ 25 ] |
| 81     | Tukultí-Ninurta I.    | (1244–1208)              | [ 1 ] [ 23 ] [ 24 ] [ 25 ] |
| 82     | Aššur-nádin-apli      | (1207–1204)              | [ 1 ] [ 23 ] [ 24 ] [ 25 ] |
| 83     | Aššur-nirári III.     | (1203–1198)              | [ 1 ] [ 23 ] [ 24 ] [ 25 ] |
| 84     | Enlil-kudurri-usur    | (1197–1193)              | [ 1 ] [ 23 ] [ 24 ] [ 25 ] |
| 85     | Ninurta-apil-Ekur     | (1192–1180)              | [ 1 ] [ 23 ] [ 24 ] [ 25 ] |
| 86     | Aššur-dán I.          | (1179–1134)              | [ 1 ] [ 23 ] [ 24 ] [ 25 ] |
| 87     | Ninurta-tukulti-Aššur | (1133)                   | [ 1 ] [ 23 ] [ 24 ] [ 25 ] |
| 88     | Mutakkil-Nusku        | (1133)                   | [ 1 ] [ 23 ] [ 24 ] [ 25 ] |
| 89     | Aššur-réša I.         | (1133–1116)              | [ 1 ] [ 23 ] [ 24 ] [ 25 ] |
| 90     | Tiglatpilesar I.      | (1114–1076)              | [ 1 ] [ 23 ] [ 24 ] [ 25 ] |
| 91     | Ašaréd-apil-Ekur      | (1075–1074)              | [ 1 ] [ 23 ] [ 24 ] [ 25 ] |
| 92     | Aššur-bél-kala        | (1073–1056)              | [ 1 ] [ 23 ] [ 24 ] [ 25 ] |
| 93     | Eríba-Adad II.        | (1055–1054)              | [ 1 ] [ 23 ] [ 24 ] [ 25 ] |
| 94     | Šamší-Adad IV.        | (1053–1050)              | [ 1 ] [ 23 ] [ 24 ] [ 25 ] |
| 95     | Aššurnasirpal I.      | (1049–1031)              | [ 1 ] [ 23 ] [ 24 ] [ 25 ] |
| 96     | Salmanassar II.       | (1030–1019)              | [ 1 ] [ 23 ] [ 24 ] [ 25 ] |
| 97     | Aššur-nirárí IV.      | (1018–1013)              | [ 1 ] [ 23 ] [ 24 ] [ 25 ] |
| 98     | Aššur-rabi II.        | (1012–972)               | [ 1 ] [ 23 ] [ 24 ] [ 25 ] |
| 99     | Aššur-réš-iši II.     | (971–967)                | [ 1 ] [ 23 ] [ 24 ] [ 25 ] |
| 100    | Tiglatpilesar II.     | (966–935)                | [ 1 ] [ 23 ] [ 24 ] [ 25 ] |
| 101    | Aššur-dán II.         | (934–912)                | [ 1 ] [ 23 ] [ 24 ] [ 25 ] |

## Novoasyrské období
| Pořadí | Panovník            | Období vlády (př. n. l.) | Reference           |
| ------ | ------------------- | ------------------------ | ------------------- |
| 102    | Adad-nirárí II.     | (911–891)                | [ 1 ] [ 26 ] [ 27 ] |
| 103    | Tukultí-Ninurta II. | (890–884)                | [ 1 ] [ 26 ] [ 27 ] |
| 104    | Aššurnasirpal II.   | (883–859)                | [ 1 ] [ 26 ] [ 27 ] |
| 105    | Salmanassar III.    | (858–824)                | [ 1 ] [ 26 ] [ 27 ] |
| 106    | Šamši-Adad V.       | (823–811)                | [ 1 ] [ 26 ] [ 27 ] |
| 107    | Adad-nirári III.    | (810–783)                | [ 1 ] [ 26 ] [ 27 ] |
| 108    | Salmanassar IV.     | (782–773)                | [ 1 ] [ 26 ] [ 27 ] |
| 109    | Aššur-dán III.      | (772–755)                | [ 1 ] [ 26 ] [ 27 ] |
| 110    | Aššur-nirári V.     | (754–745)                | [ 1 ] [ 26 ] [ 27 ] |

- Semiramis – (Šammúr-Amat), vládla jako regentka (811–808 př. n. l.)

| Pořadí | Panovník           | Období vlády (př. n. l.) | Reference     |
| ------ | ------------------ | ------------------------ | ------------- |
| 111    | Tiglatpilesar III. | (744–727)                | [ 28 ] [ 29 ] |
| 112    | Salmanassar V.     | (726–722)                | [ 30 ]        |

| Pořadí | Panovník          | Období vlády (př. n. l.) | Reference     |
| ------ | ----------------- | ------------------------ | ------------- |
| 113    | Sargon II.        | (721–705)                | [ 30 ]        |
| 114    | Sinacherib        | (704–681)                | [ 30 ]        |
| 115    | Asarhaddon        | (680–669)                | [ 30 ]        |
| 116    | Aššurbanipal      | (668–627)                | [ 30 ]        |
| 117    | Aššur-etel-iláni  | (626?–623?)              | [ 30 ]        |
| 118    | Sín-šumu-líšir    | (623?)                   | [ 30 ]        |
| –      | Sín-šarra-iškún   | (623?–612)               | [ 31 ]        |
| 119    | Aššur-uballit II. | (611–609/606)            | [ 32 ] [ 33 ] |